# Potenza (fiume)
Il Potenza (nome latino Flosis) è un fiume, che scorre nella regione Marche, attraversando la provincia di Macerata e dando il nome alla zona attraversata nota come Valle del Potenza.

## Percorso
Nasce nel piccolo comune di Fiuminata, in provincia di Macerata, più precisamente dal Monte Vermenone; la sorgente, ubicata a circa 800 m.s.l.m., ricade nella frazione di Fiuminata Fonte di Brescia.
I principali affluenti del fiume sono: da sinistra, rio Catignano, rio Chiaro, rio di Campodonico, torrente Monocchia, rio di Palazzolo, fosso San Lazzaro, rio Torbido; da destra: fosso dell'Elce, torrente Palente, a Pioraco vi confluisce il Torrente Scarsito; altri suoi affluenti sono il Fosso di Gregoretti, Fosso di Parolito, Fosso di Pitino.
I principali centri della provincia lambiti dal corso del fiume sono: il territorio di Fiuminata, dalle sorgenti sino a Pioraco, poi Castelraimondo, San Severino Marche, Passo di Treia; quindi, costeggiando la Strada 361 Septempedana da un lato e il tratto Rotelli (Frazione di Pollenza) dall'altro, arriva a Villa Potenza (l'antica Helvia Recina), prosegue il suo cammino nei territori di Montelupone, Recanati, Potenza Picena fino alla foce di Porto Recanati, dove si riversa nel mare Adriatico dopo aver percorso circa 95 km.

## Ambiente
Parallelamente al fiume scorre da sempre una delle più importanti arterie di viabilità della provincia di Macerata, la S.P. 361 Septempedana. Da sempre le popolazioni del luogo confidano nel fiume per l'apporto di acqua alle coltivazioni locali tipiche della vallata.

## Storia
L'asse fluviale fin dal primo millennio a. C. viene utilizzato come via di comunicazione dalla costa verso l'interno consentendo a popoli e merci di penetrare i territori appenninici e favorendo il commercio.
Dal 2018 il progetto di promozione turistica MUSA, Museo Archeologico, valorizza le i ritrovamenti archeologici lungo la vallata, dalla città romana di Potentia nei pressi di Porto Recanati risalendo fino alla sorgente e attraversando i resti della città romana di Helvia Recina, nei pressi dell'attuale frazione Villa Potenza di Macerata.
Il fiume Potenza venne probabilmente descritto anche da Giacomo Leopardi (1798-1837) nell'opera "La quiete dopo la tempesta" al verso 7.